# Photedes transversa
Photedes transversa är en fjärilsart som beskrevs av Otto Staudinger 1901. Photedes transversa ingår i släktet Photedes och familjen nattflyn. Inga underarter finns listade i Catalogue of Life.